# Settime
Settime (piemontiul: Setmi) település Olaszországban, Piemont régióban, Asti megyében. Lakosainak száma 547 fő (2023. január 1.). Settime Asti, Chiusano d’Asti és Cinaglio községekkel határos.

## Népesség
A település lakossága az elmúlt években az alábbi módon változott:
| Lakosok száma | 548  | 547  | 547  |
|               | 2017 | 2018 | 2023 |